# Bicaj (gmina Rrapë)
Bicaj – wieś położona w północnej części Albanii w gminie Rrapë. Wieś znajduje się 83 kilometrów od stolicy państwa, Tirany.

## Demografia
Według spisu ludności z 1989 roku we wsi Bicaj mieszkało 458 mieszkańców.